# سعید پیردوست
علیرضا پیردوست با نام هنری سعید پیردوست (زادهٔ ۱۶ دی ۱۳۱۹) بازیگر تئاتر، سینما و تلویزیون ایرانی است. وی در فیلم گوزن‌ها اثر مسعود کیمیایی ایفاگر نقشی کوتاه بود که باعث شناخته‌شدن وی در سینما شد. پیردوست در آثار کارگردانان برجسته‌ای از جمله مسعود کیمیایی، سیروس الوند، علیرضا داوودنژاد و مهران مدیری ایفای نقش کرده‌است.

## فیلم‌شناسی

### سینما
- خائن‌کشی (۱۳۹۹)
- آنجا همان ساعت (۱۳۹۷)
- دم‌سرخ‌ها (۱۳۹۶)
- قاتل اهلی (۱۳۹۵)
- چگونه میلیاردر شدم (۱۳۸۹)
- پسر آدم، دختر حوا (۱۳۸۷)
- در شهر خبری نیست، هست (۱۳۸۶)
- شبی در تهران (۱۳۸۶)
- سوغات فرنگ (۱۳۸۵)
- هر چی تو بخوای (تعطیلات آخر هفته) (۱۳۸۵)
- حکم (۱۳۸۴)
- ازدواج صورتی (۱۳۸۳)
- رستگاری در هشت و بیست دقیقه (۱۳۸۳)
- برگ برنده (۱۳۸۲)
- روزگار سپری‌شده (۱۳۸۲)
- سربازهای جمعه (۱۳۸۲)
- ملاقات با طوطی (۱۳۸۲)
- توکیو بدون توقف (۱۳۸۱)
- دختر شیرینی فروش (۱۳۸۰)
- مزاحم (۱۳۸۰)
- چشمهایش (۱۳۷۸)
- دست‌های آلوده (۱۳۷۸)
- عینک دودی (۱۳۷۸)
- قرمز (۱۳۷۷)
- بالاتر از خطر (۱۳۷۵)
- هتل کارتن (۱۳۷۵)
- فردا روز دیگری است (۱۳۷۴)
- سربلند (۱۳۷۳)
- ردپای گرگ (۱۳۷۱)
- گروهبان (۱۳۶۹)
- دندان مار (۱۳۶۸)
- سرب (۱۳۶۷)
- تیغ و ابریشم (۱۳۶۴)
- خط قرمز (۱۳۶۰)
- سفر سنگ (۱۳۵۶)
- غزل (۱۳۵۵)
- گوزنها (۱۳۵۳)
- خاک (۱۳۵۲)

### تلویزیون
| سال       | نام                                   | سمت          | کارگردان                 | توضیحات                                                                                               |
| --------- | ------------------------------------- | ------------ | ------------------------ | --- |
| ۱۴۰۰      | ۸۷ متر                                | بازیگر       | کیانوش عیاری             | شبکه ۱                                                                                                |
| ۱۳۹۸      | حکایت‌های کمال                         | بازیگر       | قدرت‌الله صلح‌میرزایی      | شبکه ۲                                                                                                |
| ۱۳۹۸      | ستایش ۳                               | بازیگر       | سعید سلطانی              | در نقش وحیدی شبکه ۳                                                                                   |
| ۱۳۹۳      | لبخند ماهی‌ها                          | بازیگر       | سعید بصیری               | این مینی سریالِ ۳ قسمتی در آغاز «معصومانه در خواب» نام داشت و از شبکه ۲ پخش شد.                        |
| ۱۳۹۳–۱۳۹۲ | جاده چالوس                            | بازیگر       | احمد معظمی               | پخش از پائیز ۹۳ در شبکهٔ ۵                                                                             |
| ۱۳۹۲      | تله‌فیلم «از بچه‌ها چه خبر؟»            | بازیگر       | اسماعیل فلاح پور         | شبکه آموزش                                                                                            |
| ۱۳۹۲      | دور کرج در هشت روز                    | بازیگر       | سعید چاری                | |
| ۱۳۹۲      | اولین انتخاب                          | بازیگر       | مهدی صباغ‌زاده            | این سریال در آغاز «دروازه بهشت» نام داشت و از شبکه ۵ پخش شد.                                          |
| ۱۳۹۱–۱۳۹۲ | ستایش ۲                               | بازیگر مهمان | سعید سلطانی              | در نقش وحیدی شبکه ۳                                                                                   |
| ۱۳۹۲–۱۳۹۱ | عصر پاییزی                            | بازیگر       | اصغر نعیمی               | شبکه ۱                                                                                                |
| ۱۳۹۱      | میلیاردر                              | بازیگر       | علی‌رضا امینی             | شبکه ۱ / در نقش «دایی هوشنگ»                                                                          |
| ۱۳۹۱      | دست بالای دست                         | بازیگر       | محسن یوسفی               | در نوروز ۱۳۹۱ از شبکه ۳ پخش شد.                                                                       |
| ۱۳۹۱      | تله‌فیلم «آقای ناقابل»                 | بازیگر       | محسن میرحسینی            | |
| ۱۳۹۱      | تله‌فیلم «زن‌ها نمونه‌اند»               | بازیگر       | مصطفی خانلقی             | |
| ۱۳۹۱–۱۳۹۰ | قهر و آشتی                            | بازیگر       | علی ژکان                 | شبکه ۱                                                                                                |
| ۱۳۹۰      | دختری به نام آهو                      | بازیگر       | قدرت‌الله صلح‌میرزایی      | در بهار ۱۳۹۱ از شبکه ۵ پخش شد.                                                                        |
| ۱۳۹۰      | تله‌فیلم «گنج پنهان»                   | بازیگر       | بابک محمدی               | محصول صدا و سیمای مرکز کیش                                                                            |
| ۱۳۹۰      | تله‌فیلم «التیام»                      | بازیگر       | مسعود میرنقیبی           | |
| ۱۳۸۹      | نون و ریحون                           | بازیگر       | فرزاد مؤتمن              | شبکه ۵                                                                                                |
| ۱۳۸۹      | از پذیرفتن خانواده معذوریم            | بازیگر       | فرزاد مؤتمن              | شبکه ۵                                                                                                |
| ۱۳۸۹      | تله‌فیلم «ستاره‌های سوخته»              | بازیگر       | سیروس الوند              | شبکه ۱                                                                                                |
| ۱۳۸۹      | تله‌فیلم «یه قندون نمک»                | بازیگر       | منوچهر صفرخانی           | این تله‌فیلم در آغاز «راز پیرمردها» نام داشت.                                                          |
| ۱۳۸۹      | رفیق فابریک                           | بازیگر       | علیرضا نجف‌زاده           | |
| ۱۳۸۹      | تله فیلم لحظه طلایی                   | بازیگر       | سپهر محمدی               | شبکه ۱                                                                                                |
| ۱۳۸۹      | تله‌فیلم «پیچ عشاق»                    | بازیگر       | یوسف صیادی               | |
| ۱۳۸۹–۱۳۸۸ | تله‌فیلم «چقدر وقت داری؟»              | بازیگر       | منوچهر صفرخانی           | شبکه ۱                                                                                                |
| ۱۳۸۸      | تله‌فیلم «شکر با قهوه»                 | بازیگر       | علی‌رضا امینی             | |
| ۱۳۸۸      | خسته‌دلان                              | بازیگر       | سیروس الوند              | شبکه ۱                                                                                                |
| ۱۳۸۷      | تله فیلم خاطرات فردا                  | بازیگر       | حمیدرضا حافظی            | شبکه ۱                                                                                                |
| ۱۳۸۷      | تله‌فیلم «یه آسمون آبی سقف اتاق منه»   | بازیگر       | مجتبی چراغعلی            | شبکه ۳                                                                                                |
| ۱۳۸۷      | تله‌فیلم «ای دوست مرا بخاطر آور»       | بازیگر       | حمید نعمت‌الله            | نوروز ۱۳۸۸ از شبکه ۳ پخش شد.                                                                          |
| ۱۳۸۷      | تله‌فیلم «پسرها سرباز به دنیا نمی‌آیند» | بازیگر       | شاهد احمدلو              | در نوروز ۱۳۸۸ از شبکه ۳ پخش شد.                                                                       |
| ۱۳۸۷      | تله فیلم عروس برفی                    | بازیگر       | سیروس الوند              | |
| ۱۳۸۷      | غیرمحرمانه                            | بازیگر       | مسعود رسام               | شبکه ۵                                                                                                |
| ۱۳۸۷–۱۳۸۶ | پاتوق                                 | بازیگر مهمان | شاهین باباپور            | در برنامه سیمای خانواده شبکه ۱ پخش می‌شد.                                                              |
| ۱۳۸۶      | مرد هزارچهره                          | بازیگر       | مهران مدیری              | در نوروز ۱۳۸۷ از شبکه ۳ پخش شد.                                                                       |
| ۱۳۸۵–۱۳۸۶ | راه بی پایان                          | بازیگر       | همایون اسعدیان           | شبکه ۳                                                                                                |
| ۱۳۸۵      | من نه منم                             | بازیگر       | بهروز خلجی               | شبکه ۲                                                                                                |
| ۱۳۸۵      | باغ مظفر                              | بازیگر       | مهران مدیری              | در نقش کامبیز خان و سعید پیردوست                                                                      |
| ۱۳۸۴      | شب‌های برره                            | بازیگر       | مهران مدیری              | در نقش سردار خان شبکه ۳                                                                               |
| ۱۳۸۴      | اکسیژن                                | بازیگر       | مهدی مظلومی              | شبکه ۵/ این مجموعه در ابتدا اتاق اکسیژن نام داشت.                                                     |
| ۱۳۸۴–۱۳۸۳ | جایزه بزرگ                            | بازیگر       | مهران مدیری              | در نقش آقای سعادتی نوروز ۱۳۸۴ از شبکه ۳ پخش شد.                                                       |
| ۱۳۸۳      | دایره تردید                           | بازیگر       | امیر قویدل               | شبکه ۱                                                                                                |
| ۱۳۸۲–۱۳۸۳ | نقطه چین                              | بازیگر       | مهران مدیری              | در نقش آقای پیردوست شبکه ۳                                                                            |
| ۱۳۸۲      | باغچه مینو                            | بازیگر       | رضا صفدری                | شبکه ۳                                                                                                |
| ۱۳۸۲      | تله‌فیلم «چراغ لاله‌ها»                 | بازیگر       | روح‌الله حجازی            | |
| ۱۳۸۱      | پاورچین                               | بازیگر       | مهران مدیری              | در نقش آقای رئیس شبکه ۵                                                                               |
| ۱۳۸۱–۱۳۷۹ | با من بمان                            | بازیگر       | حمید لبخنده              | شبکه ۳                                                                                                |
| ۱۳۸۱      | باران عشق                             | بازیگر       | فریدون حسن‌پور احمد امینی | شبکه ۵                                                                                                |
| ۱۳۸۰      | هزاران چشم                            | بازیگر       | کیانوش عیاری             | شبکه ۳ این سریال در آغاز، «دو راهه» نام داشت.                                                         |
| ۱۳۷۹–۱۳۸۰ | چای قندپهلو                           | بازیگر       | ناصر هاشمی               | |
| ۱۳۷۸      | دلبر آهنی                             | بازیگر       | مهدی صباغ‌زاده            | در نوروز ۱۳۷۹ از شبکه ۵ پخش شد.                                                                       |
| ۱۳۷۵      | پیگرد                                 | بازیگر       | اردشیر طلوعی             | شبکهٔ ۱ به سفارش وزارت کشور و پرونده‌های موجود در ادارهٔ آگاهی                                           |
| ۱۳۷۴      | کارآگاه علوی (سری اول)                | بازیگر       | حسن هدایت                | شبکه ۱                                                                                                |
| ۱۳۷۲      | فردا روز دیگری است                    | بازیگر       | روح‌الله خوشکام           | سریال ۱۳ قسمتی، کاری از گروه شاهد شبکه ۱ که در دهه فجر پخش شد. (نسخه سینمایی آن، در سال ۱۳۷۴ عرضه شد) |

### شبکه نمایش خانگی
| سال       | نام مجموعه | سمت    | کارگردان       | توضیحات |
| --------- | ---------- | ------ | -------------- | ------- |
| ۱۳۹۰–۱۳۸۸ | قهوه تلخ   | بازیگر | مهران مدیری    |         |
| ۱۳۹۰      | ساخت ایران | بازیگر | محمدحسین لطیفی |         |